# Edipo re (Schillings)
Edipo re (König Oedipus) è una composizione di Max von Schillings del 1900, destinata ad essere eseguita come musiche di scena per l'Edipo re di Sofocle. L'autore, più noto come direttore d'orchestra, lasciò molte opere, eseguite per la prima volta sotto la sua direzione.
Di queste musiche di scena ha avuto in seguito vita autonoma il preludio, ovvero il pezzo più conosciuto e suonato, che ha trovato poi numerose registrazioni fonografiche. Questo brano - con testo in lingua inglese - è stato catalogato come Symphonic Prologue to King Oedipus, op. 11.